# Bulgwang-dong
Bulgwang-dong (koreanska: 불광동) är en stadsdel i stadsdistriktet Eunpyeong-gu i Sydkoreas huvudstad Seoul.

## Indelning
Administrativt är Eungam-dong indelat i:
| Namn    | Namn                | Yta i km² | Invånare 30 jun 2020 |
| ------- | ------------------- | --------- | -------------------- |
| 불광1동 | Bulgwang 1(il)-dong | 3,13      | 40 123               |
| 불광2동 | Bulgwang 2(i)-dong  | 1,38      | 28 764               |